# Пшатаван
Пшатаван (вірм. Փշատավան) — село в марзі Армавір, на заході Вірменії. Село розташоване на лівому березі прикордонної з Туреччиною річки Аракс, за 15 км на південь від міста Армавір, за 4 км на схід від села Джанфіда та за 3 км на південний схід від села Аргаванд.